# Virgil Mayer
Virgil Mayer (* 23. November 1834 in Munderkingen; † 1. Dezember 1889 in Cannstatt) war ein deutscher Apotheker, der sich stark für die Homöopathie in Württemberg einsetzte.

## Leben
Seine Ausbildung begann er bei seinem Vater in Munderkingen. Anschließend arbeitete er als Gehilfe in Ulm, Offenburg, Lahr und Landau. Er studierte Pharmazie an der Universität Tübingen. 1858 legte er dort das pharmazeutische Staatsexamen ab. Ein Jahr später übernahm er nach dessen Tod die Apotheke seines Vaters in Munderkingen, die er 1872 wieder verkaufte.
1875 übernahm er in Cannstatt eine Homöopathische Arzneiwarenhandlung. Ab 1881 wurde sie zu einer rein homöopathischen Apotheke („Homöopathischen Central-Apotheke“). Dies war ein Sonderfall. Die Apotheke ist bis heute im Familienbesitz.
Mayer belieferte Ärzte und Patienten direkt durch den Postversand. Das Etikett, das er dafür verwendete, hatte die Aufschrift „Homöopathische Centralapotheke von Virgil Mayer Cannstatt“. Es bürgte für absolute Zuverlässigkeit des homöopathischen Mittels. Mayers Packungen entwickelten sich so zu frühen homöopathischen Fertigarzneimitteln.

## Veröffentlichungen
- Der Volksarzt. Cannstatt 1887.